# Hiadeľ
Hiadeľ (em alemão:  'Hödlerdorf, Hödlergrund; em húngaro:  Hédel) é um município da Eslováquia localizado no distrito de Banská Bystrica, região de Banská Bystrica.

## Demografia
| Ano:        | 1994 | 2004   | 2014   | 2024   |
| ----------- | ---- | ------ | ------ | ------ |
| Broj ljudi: | 576  | 534    | 521    | 490    |
| Razlika:    |      | -7,29% | -2,43% | -5,95% |

| Ano:               | 2023 | 2024   |
| ------------------ | ---- | ------ |
| Número de pessoas: | 507  | 490    |
| Diferença:         |      | -3,35% |